# Сулейменов, Алишер Аскарович
Сулейменов, Алишер Аскарович (5 сентября 1965, Алма-Ата) — политтехнолог, специалист по коммуникациям, продюсер. Основатель Казахстанской премии независимых СМИ «Алтын Жулдыз», академик Академии кинематографических искусств и наук Казахстана, академик Академии журналистики Казахстана, член Союза кинематографистов РК, член Союза журналистов РК, лауреат Государственной премии молодежи «Дарын» РК, награждён медалью «25 лет Ассамблее народа Казахстана», медалью “Защитник Отечества” 1 степени, медалью «30 лет Вооруженным силам РК», медалью «100 лет Сагадату Нурмагамбетову» объединения «Ветераны Вооруженных Сил Республики Казахстан», обладатель сертификата «Hubbard College of Administration» (Los Angeles, USA). Основатель первой телепродюсерской службы в Казахстане, первого ток-шоу на казахском языке, редактор многих казахстанских кинофильмов. Автор и продюсер телевизионного цикла «Золотой фонд казахского кино», 25 национальных телепроектов (7 кун, ток-шоу Майдан, Асар, Атамура, Хабар-Аскер и др). Свободно владеет казахским, русским, английским языками
- С 1984 по 1986 годах служил в рядах Советской Армии
- В 1990 г. защитил диплом Всероссийского Государственного института кинематографии им. С. А. Герасимова (г. Москва, РФ) по специальности «Драматургия»
- С 1990—1995 года — заместитель главного редактора АО «Казахфильм»
- С 1995 года — вице-президент  корпорации «Атамура»
- С 1996—1999 года - генеральный продюсер АО «Хабар»
- В 1999 г. - кандидат в депутаты мажилиса Парламента Республики Казахстан от Республиканской политической партии «Возрождения Казахстана»
- С мая 1999 года — основатель и председатель оргкомитета Казахстанской премии в области СМИ «Алтын Жулдыз».
- С 2002 г. — директор ДСО ЗАО КазТрансОйл
- С 2004 г. — руководитель пресс-службы  Республиканской политической партии «Отан»
- С 2005 г. — директор ДСО АО НК КазМунайГаз

- С августа 2006 г. — советник Председателя ЦИК РК
- С 2006 г. - председатель Совета директоров ТРК «Астана»[каз.]
- С 2007 г. — советник министра транспорта и коммуникаций РК
- C 2008 г. — советник Председателя Национального Информационного холдинга «Арна Медиа[каз.]»
- С 2010 г. — заместитель генерального директора Республиканской радиовещательной сети «Радио НС»
- С 2015 г. — президент компании Astar Film
- С 2022 г. - советник министра обороны РК
- С 2024 г. - советник акима Восточно-Казахстанской области

## Хобби

##### Режиссёр, сценарист и композитор кинофильмов
- «Птица» -  1990 г.(1 премия Международного кинофестиваля «Молодiсть» (Украина), дипломы кинофестивалей Москвы и Ташкента)
- «Луна любит Солнце» - 2015 г. (68 Каннский кинофестиваль 2015, SFC)
- «Облако на Крыше» — (Astar Film, 2017г.)

##### Как сценарист дебютировал кинофильмом
- «Айналайын» (Казахфильм, 1990 г.)

##### Автор музыкальных альбомов
- «Белый альбом» ( APM Music Studio, KZ, Almaty, 2002),
- «I love U» ( Metropolis Studio, UK, London, 2012),
- «Ангел Неба» (Orange Music Studio, Batyrkhan Shukenov, Almaty, 2014)